# درخت کاکائو
درخت کاکائو (نام علمی: Theobroma cacao) درختی است همیشه‌سبز از تیره پنیرکیان با ارتفاع ۴ تا ۸ متر که از دانه‌های آن پودر کاکائو و محصولات غذایی مانند کره کاکائو و شکلات تهیه می‌شود.
درخت کاکائو بومی مناطق گرمسیر آمریکای میانی است و در عرض جغرافیایی ۱۰ تا ۲۰ درجه در شمال و جنوب خط استوا به‌طور طبیعی می‌روید. امروزه در بسیار از نقاط دنیا درخت کاکائو کشت می‌شود. کشور ساحل عاج با تولید ۳۷ درصد از مجموع کاکائوی تولیدی در سال ۲۰۱۸، بزرگ‌ترین تولیدکنندهٔ کاکائو در جهان است.

## ویژگی‌ها
برگ‌های این گیاه، ساده و متقابل با طول ۱۰ تا ۴۰ سانتی‌متر و عرض ۲ تا ۸ سانتی‌متر هستند. گل‌ها کوچک به‌طول ۱ تا ۲ سانتی‌متر با کاسبرگ‌های صورتی رنگ هستند که به‌صورت خوشه‌ای، مستقیماً بر روی تنه درخت و شاخه‌های قدیمی می‌رویند. در بسیاری از گیاهان، عمل گرده‌افشانی، توسط حشراتی چون زنبور عسل، پروانه‌ها و بیدها انجام می‌گیرد اما گرده‌افشانی کاکائو توسط مگس‌ریزه، حشراتی از زیرخانوادهٔ پشه‌های نیش‌دار انجام می‌گیرد.
رنگ میوه کاکائو زرد تا نارنجی است. طول آن، ۱۵ تا ۳۰ سانتی‌متر، عرض آن، ۸ تا ۱۰ سانتی‌متر و محتوی ۲۰ تا ۶۰ دانه است که بخش اصلی میوه بوده و از این دانه‌ها کاکائو تولید می‌شود. وزن میوه‌های این گیاه در هنگام چیدن نزدیک به ۵۰۰ گرم است. میوه‌ها را پس از چیدن انبار می‌کنند تا بپوسد و پس از آن دانه‌ها را جمع‌آوری می‌کنند و به مصرف می‌رسانند.
دانه‌ها حاوی ۴۰ تا ۵۰ درصد چربی، موسوم به کره کاکائو هستند. ماده فعال و محرک موجود در دانه‌های کاکائو، ترکیبی مشابه کافئین با نام تئوبرومین است.

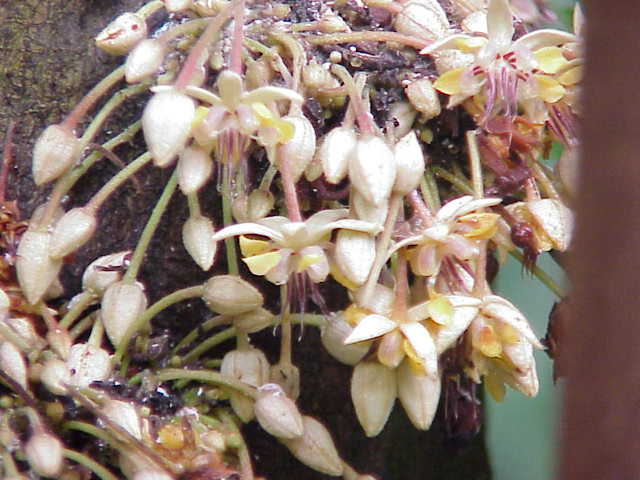
گل‌های کاکائو

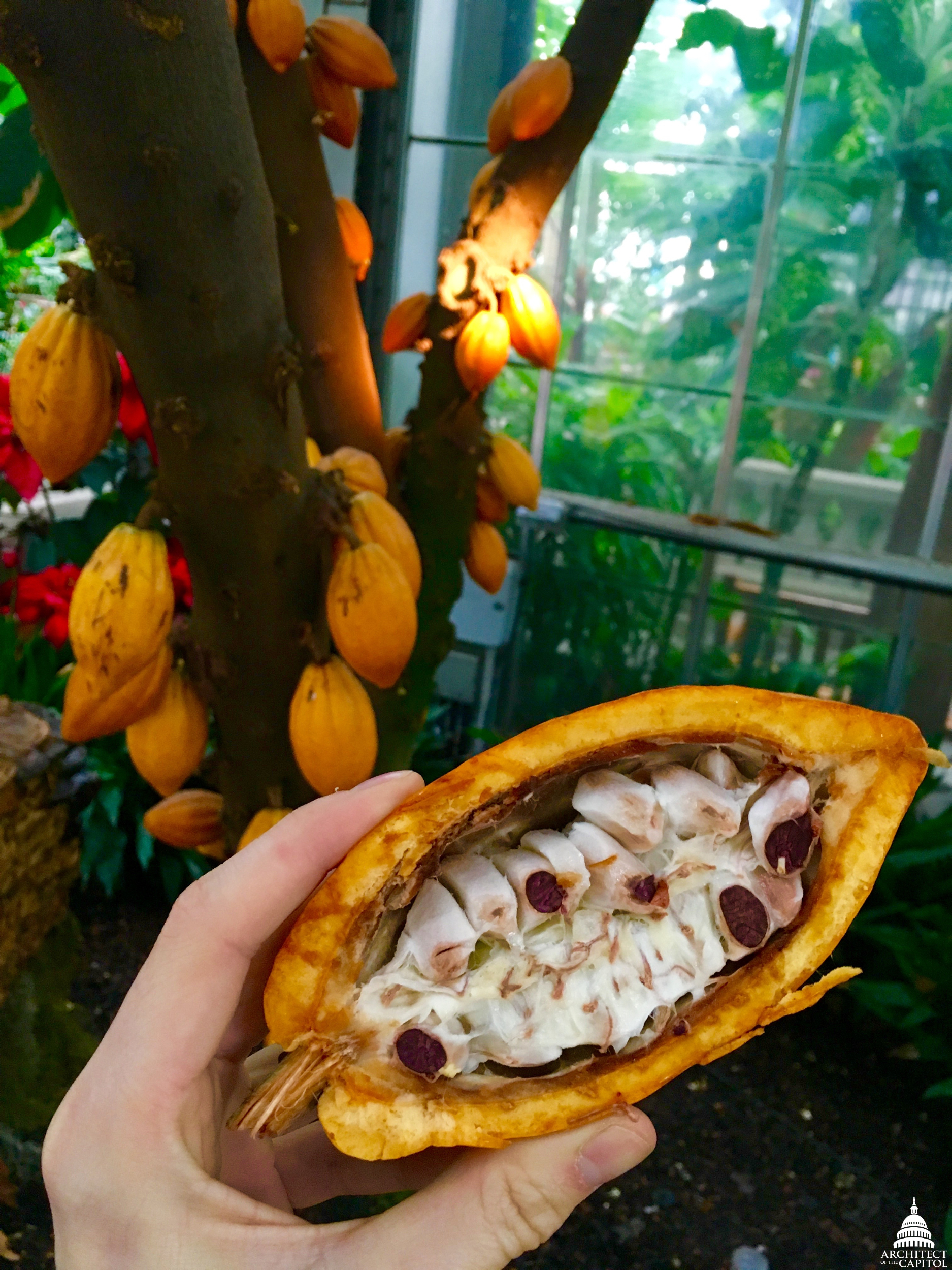
میوه و دانه‌ها

## تولید
در سال ۲۰۱۸ حدود ۵۸ میلیون تُن دانهٔ کاکائو تولید شد. کشور ساحل عاج با تولید ۳۷ درصد از مجموع کاکائوی تولیدی در سال ۲۰۱۸، بزرگ‌ترین تولیدکنندهٔ کاکائو در جهان است. کشورهای غنا با ۱۸ و اندونزی با ۱۱ درصد، در رده‌های بعدی هستند.
نیجریه، برزیل، کامرون، اکوادور، جمهوری دومینیکن و پاپوآ گینه نو، از دیگر تولیدکنندگان عمدهٔ کاکائو در جهان هستند. برخی دیگر از کشورهای تولیدکنندهٔ این محصول در مقیاس کوچک‌تر عبارت‌اند از ماداگاسکار، مالزی، مکزیک، برخی از کشورهای جزیره‌ای حوزه کارائیب مثل گرنادا، کوبا و تعدادی از جزایر اقیانوس آرام مثل ساموآ.
| کشور                                           | تولید (تن) |
| ---------------------------------------------- | ---------- |
| ساحل عاج                                       | ۱٬۹۶۳٬۹۴۹  |
| غنا                                            | ۹۴۷٬۶۳۲    |
| اندونزی                                        | ۵۹۳٬۸۳۲    |
| نیجریه                                         | ۳۳۲٬۹۲۷    |
| کامرون                                         | ۳۰۷٬۸۶۷    |
| برزیل                                          | ۲۳۹٬۳۸۷    |
| جهان                                           | ۵٬۲۵۲٬۳۷۷  |
| منبع: سازمان خواربار و کشاورزی ملل متحد (فائو) |            |

## طبقه‌بندی
نام علمی درخت کاکائو، تئوبروما کاکائو (نام علمی: Theobroma cacao) به معنی خوراک خدایان در زبان یونانی است. کارل لینه، گیاه‌شناس سوئدی و پایه‌گذار سیستم امروزی طبقه‌بندی گونه‌های گیاهان و جانوران، در سدهٔ ۱۷ میلادی این نام را بر این درخت گذاشت.

## نگارخانه

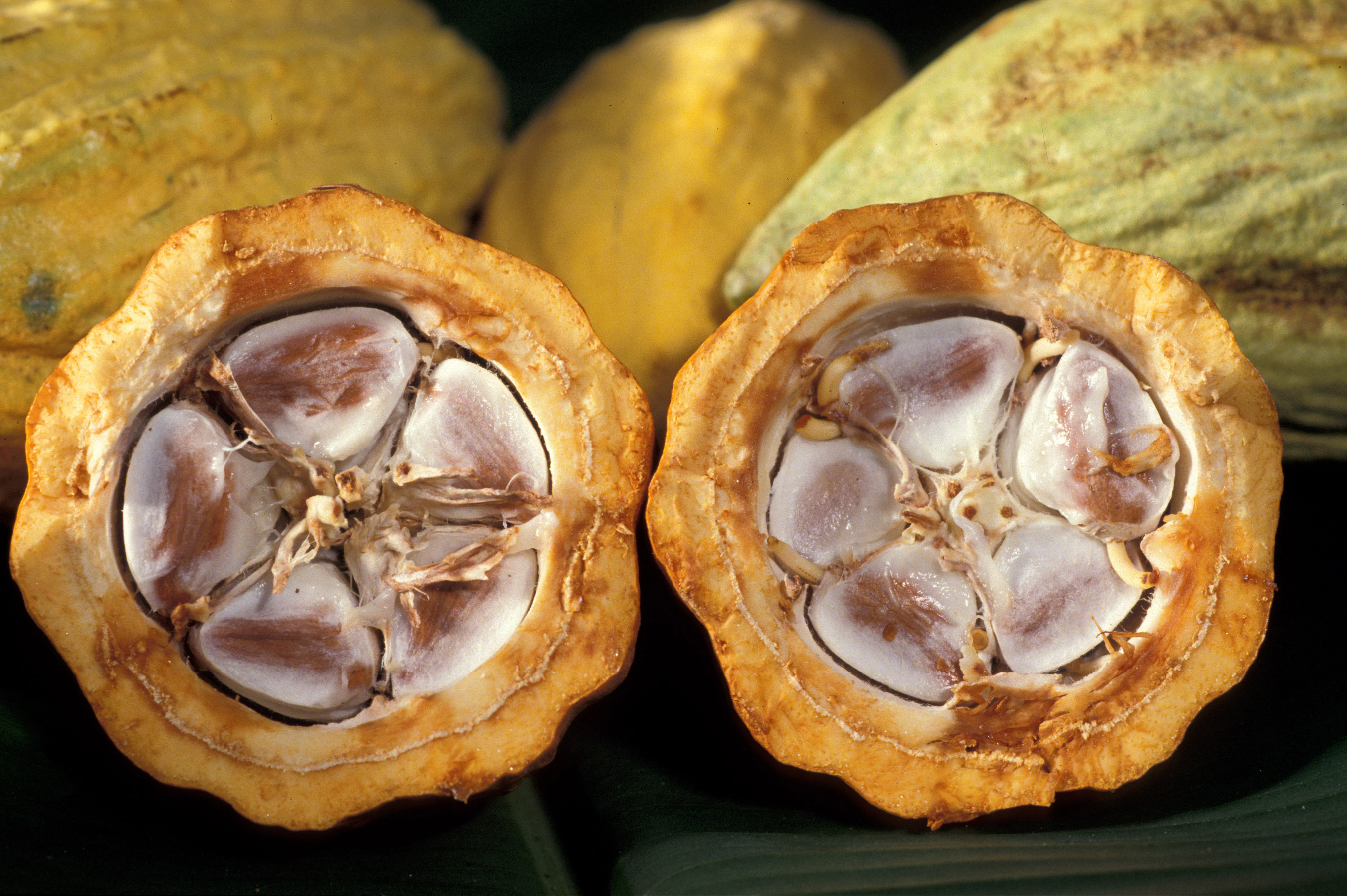
دانه‌های کاکائو در داخل غلاف
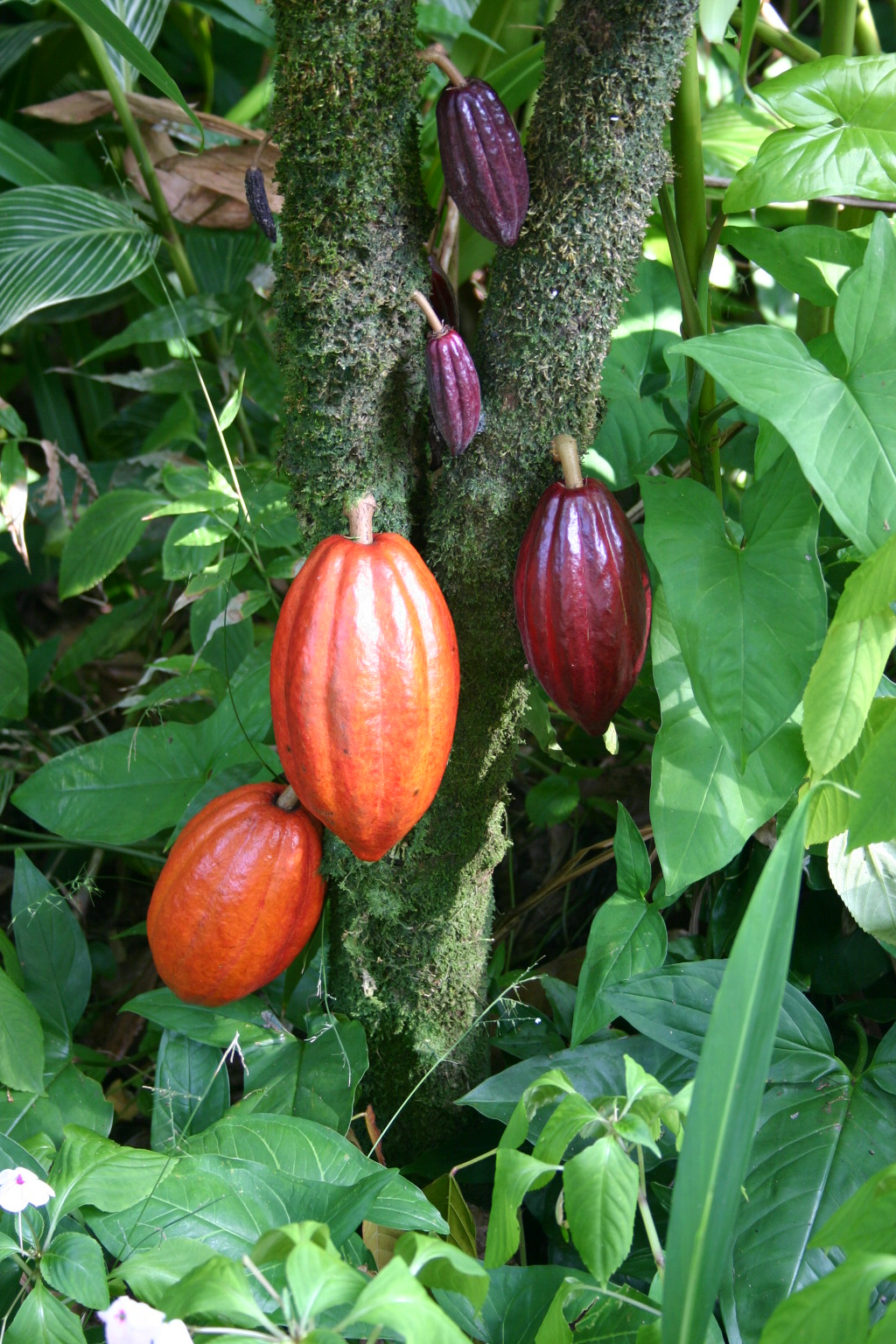
درخت کاکائو
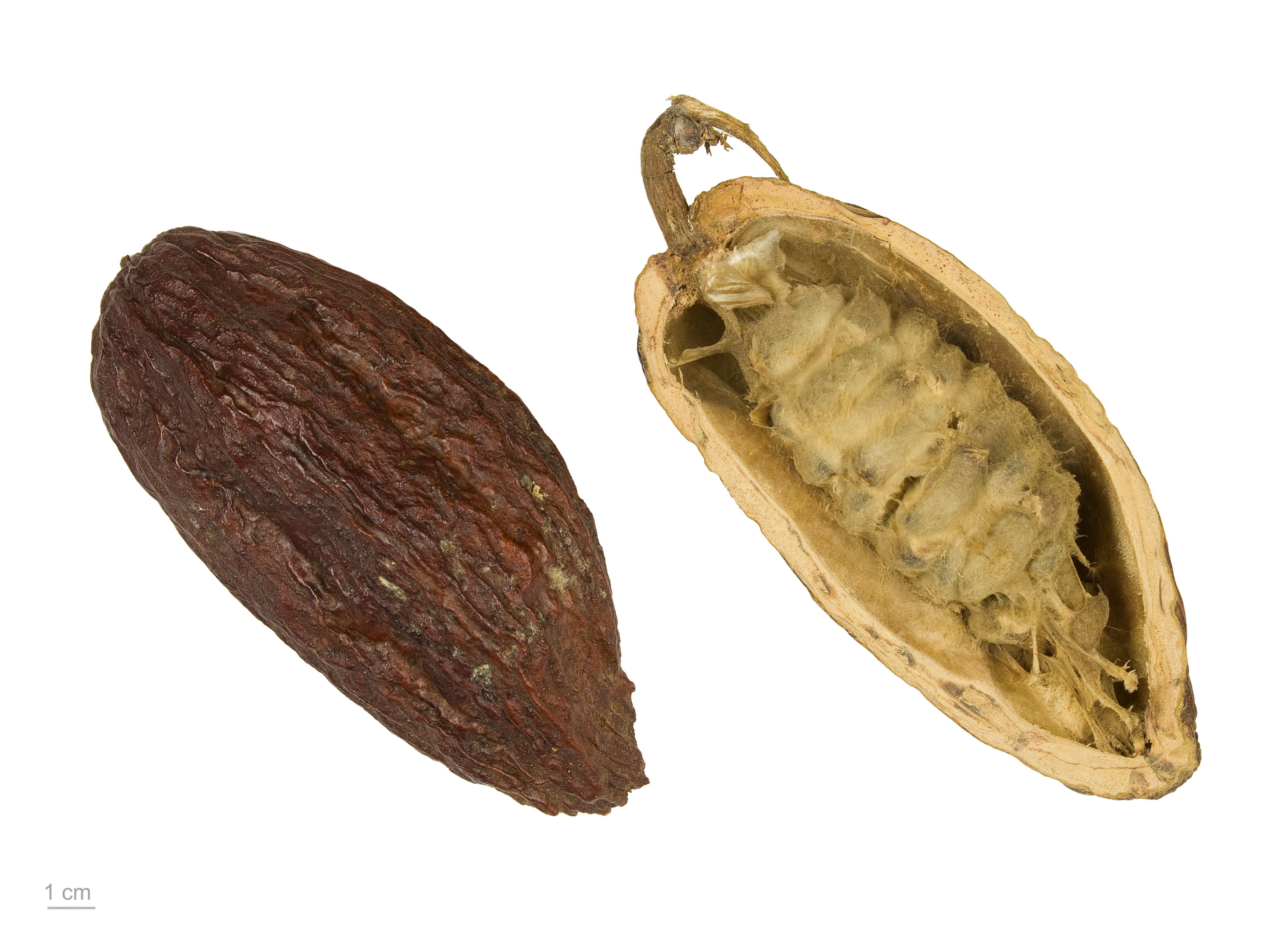